# اتجاه (بيولوجيا جزيئية)

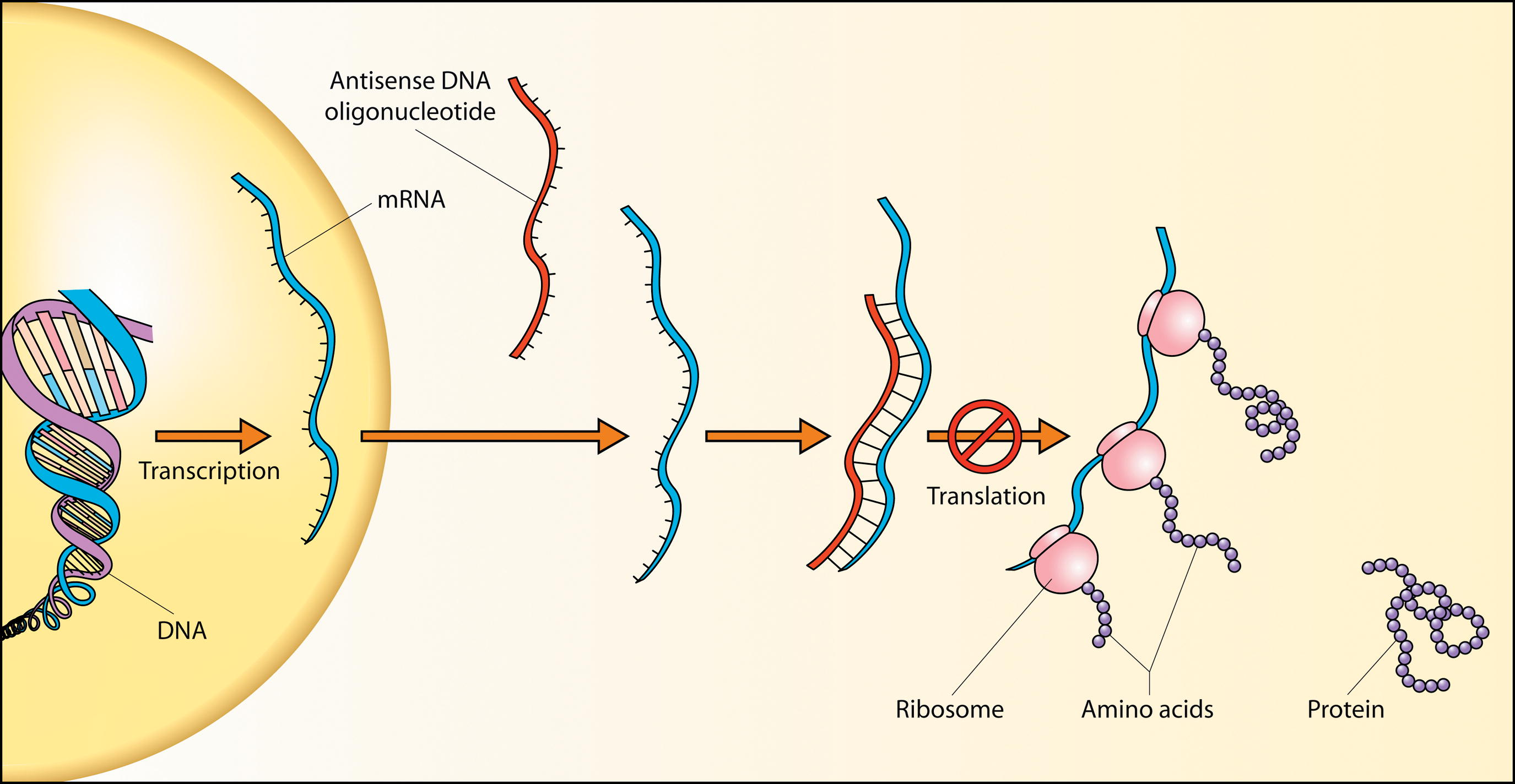

الدلالة أو الاتجاه (بالإنجليزية: Sense)‏ في علم الأحياء الجزيئي وعلم الوراثة هو مفهوم يُشار به إلى طبيعة دور سلسلة حمض نووي (دنا أو رنا) والسلسلة المكملة لها في تحديد تسلسل الأحماض الأمينية، وبعبارة أخرى تشير الدلالة إلى ما إذا كان من الممكن لتسلسل سلسلة حمض نووي أن يدل على تسلسل الأحماض الأمينية المخلقة منه، فإذا كان بالإمكان الاستدلال فإن السلسلة (+) أو موجبة الدلالة، وإن كان الاستدلال غير ممكن فهي سلسلة (-) أو سالبة الدلالة وتكون السلسلة المكملة لها سلسلة موجبة الدلالة.
الدلالة مفهوم نسبي في جزيئات الحمض النووي مزدوجة السلسلة فعلى سبيل المثال: سلسلة الدنا سالبة الدلالة هي نفسها سلسلة القالب، أما السلسلة الثانية المكملة فهي السلسلة موجبة الدلالة وهي كذلك سلسلة اللاقالب وتسلسلها يكون مطابقا لتسلسل الرنا الرسول الناتج من نسخ السلسلة القالب.

## دلالة الرنا في الفيروسات
في علم الفيروسات، يملك مصطلح «الدلالة» معنى مختلفا قليلا. يمكن أن يُقال بأن جينوم فيروس رنا موجب الدلالة ويُعرف كذلك بـ«السلسلة الموجبة» أو يُقال سالب الدلالة ويُعرف كذلك بـ«السلسلة السالبة». في معظم الحالات يُستخدم مصطلحي «دلالة» و«سلسلة» بشكل مترادف وهو ما يجعل مصطلح «موجب السلسلة» مرادف لـ«موجب الدلالة» ومصطلح «سالب السلسلة» مرادف لـ«سالب الدلالة». كونُ الجينوم الفيروسي موجب الدلالة أو سالب الدلالة هو أساس يُستخدم في تصنيف الفيروسات.

### موجب الدلالة

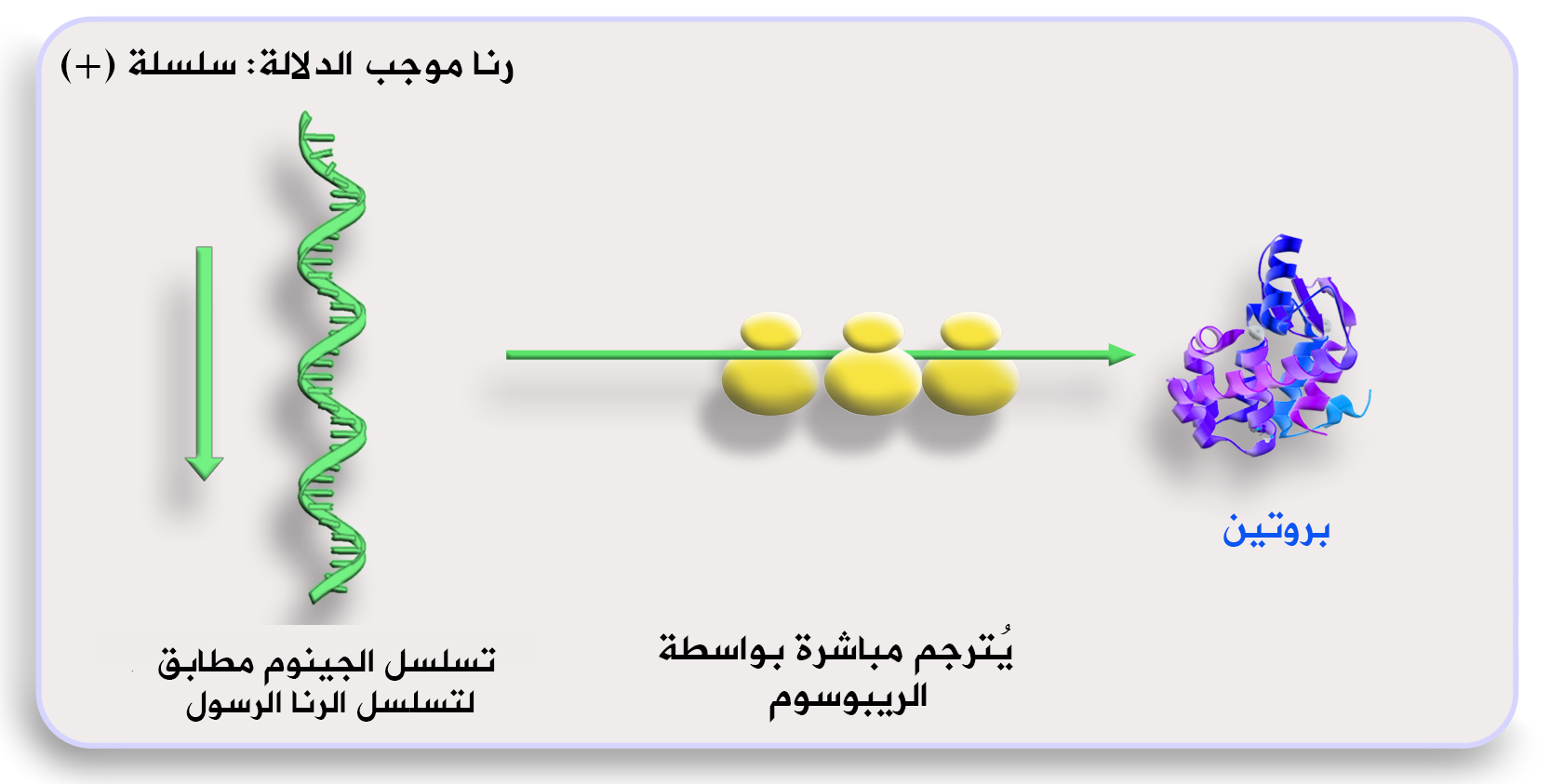
توضيح لجينوم الرنا موجب الدلالة، أو السلسلة (+).

الرنا الفيروسي موجب الدلالة (5' إلى 3') يعني أن تسلسل جزيء الرنا الفيروسي يمكن أن يُترجم مباشرة إلى بروتينات فيروسية (مثل تلك المطلوبة من أجل تضاعف الفيروس). لذلك، في فيروسات الرنا موجبة الدلالة يمكن اعتبار جينوم الرنا الفيروسي بأنه رنا رسول فيروسي ويمكن ترجمته مباشرة بواسطة الخلية المضيفة. على خلاف الرنا سالب الدلالة، تسلسل الرنا موجب الدلالة مطابق ومماثل لتسلسل الرنا الرسول الذي يُحدد أو «يدل على» تسلسل الأحماض الأمينية في البروتينات الناتجة. تملك بعض الفيروسات (مثل فيروسات كورونا) جينومات موجبة الدلالة يمكنها التصرف كرنا رسول وأن تُستخدم مباشرة لتخليق بروتينات من دون مساعدة سلسلة رنا مكملة وسيطة. بسبب هذه الميزة لا تحتاج هذه الفيروسات إلى تعبئة وإضافة بوليميراز الرنا المعتمد على الرنا أثناء تجميع الفيروس لأنه سيكون أول البروتينات التي سيتم تخليقها بواسطة الخلية المضيفة وذلك لأنه مطلوب من أجل تضاعف جينوم الفيروس.

### سالب الدلالة

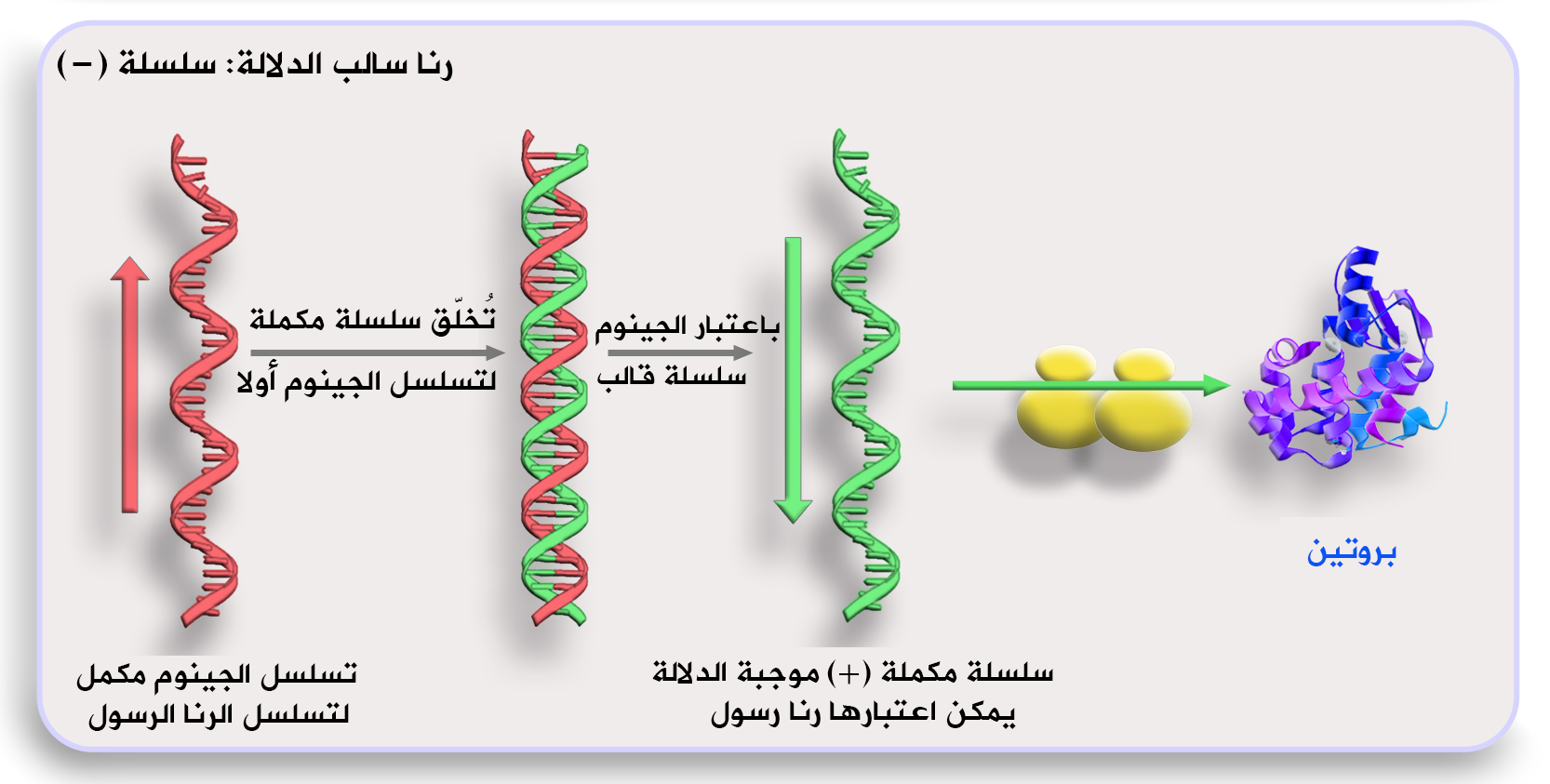
توضيح لجينوم الرنا سالب الدلالة، أو السلسلة (-).

الرنا الفيروسي سالب الدلالة (3' إلى 5') يعني أن تسلسل جزيء الرنا الفيروسي لا يُترجم مباشرة إلى بروتينات فيروسية، ويمكن اعتبار الجينوم الفيروسي بأنه السلسلة القالب التي يتم منها إنتاج رنا رسول تسلسله مكمل لتسلسل الفيروس سالب الدلالة، لذلك يجب إنتاج رنا موجب الدلالة أولا بواسطة بوليميراز الرنا المعتمد على الرنا قبل أن تتم الترجمة وإنتاج البروتينات. يملك الرنا سالب الدلالة تسلسلا «لا يدل» على تسلسل الأحماض الأمينية في البروتينات الناتجة ويتطلب سلسلة مكملة وسيطة تعمل كرنا رسول. تملك بعض الفيروسات (مثل فيروسات الإنفلونزا) جينومات سالبة الدلالة ويجب عليها أن تحمل معها بوليمراز الرنا داخل الفيروس لكي تستطيع القيام بالتضاعف.